# إينهوا غونيي
إينهوا غونيي (بالإسبانية: Ainhoa Goñi)‏ هي لاعب كرة مضرب إسبانية، ولدت في 7 أغسطس 1979 في مدريد في إسبانيا.

## وصلات خارجية
- إينهوا غونيي على موقع رابطة محترفات التنس (الإنجليزية)
- إينهوا غونيي على موقع الاتحاد الدولي لكرة المضرب (الإنجليزية)